# Frontera entre Mozambique y Tanzania
La frontera entre Mozambique y Tanzania es un límite internacional continuo de 756 kilómetros de longitud que separa a Mozambique y Tanzania en África del Este.

## Descripción
La frontera inicia sobre los márgenes del lago Malaui después toma una dirección oeste-este. Pasa brevemente por los montes Livingstone y después sigue el curso del río Rovuma (o Ruvuma) hasta su desembocadura en el océano Índico, al norte del cabo Delgado.

## Historia
Los orígenes de esta frontera remontan al siglo XVI. En esta época, la costa africana oriental era dominada por los portugueses que habían instalado algunos asentamientos. La incursión de corsarios otomanos en 1585 y 1589 sobre estas costas así como la invasión de una tribu del interior, los  zamba, durante el mismo periodo empujó a los portugueses a organizar mejor sus posesiones. Crearon así la capitanía de Mombasa en 1593 cuyo límite con la capitanía de Sofala pasaba por el cabo Delgado, esta demarcación constituyó la base de la frontera actual, que es de hecho considerado como una de las fronteras más antiguas de África.
El trazado de la frontera actual fue establecido entre el asentamiento portugués de Mozambique y el asentamiento alemán de Tanganica al finalizar el siglo XIX durante el reparto de África por las potencias europeas.

## Puntos de paso
La frontera es atravesada sobre todo a lo largo de la costa entre la ciudad tanzania de Mtwara y la localidad mozambiqueña de Quionga. Un puente de carretera con una longitud de 600 metros, el Unity bridge, está en construcción entre ambas ciudades.

## Poblaciones
La población local está constituida principalmente de yao de profesión musulmana y de ngoni cerca del lago Malaui.